# Biathlon paralimpico

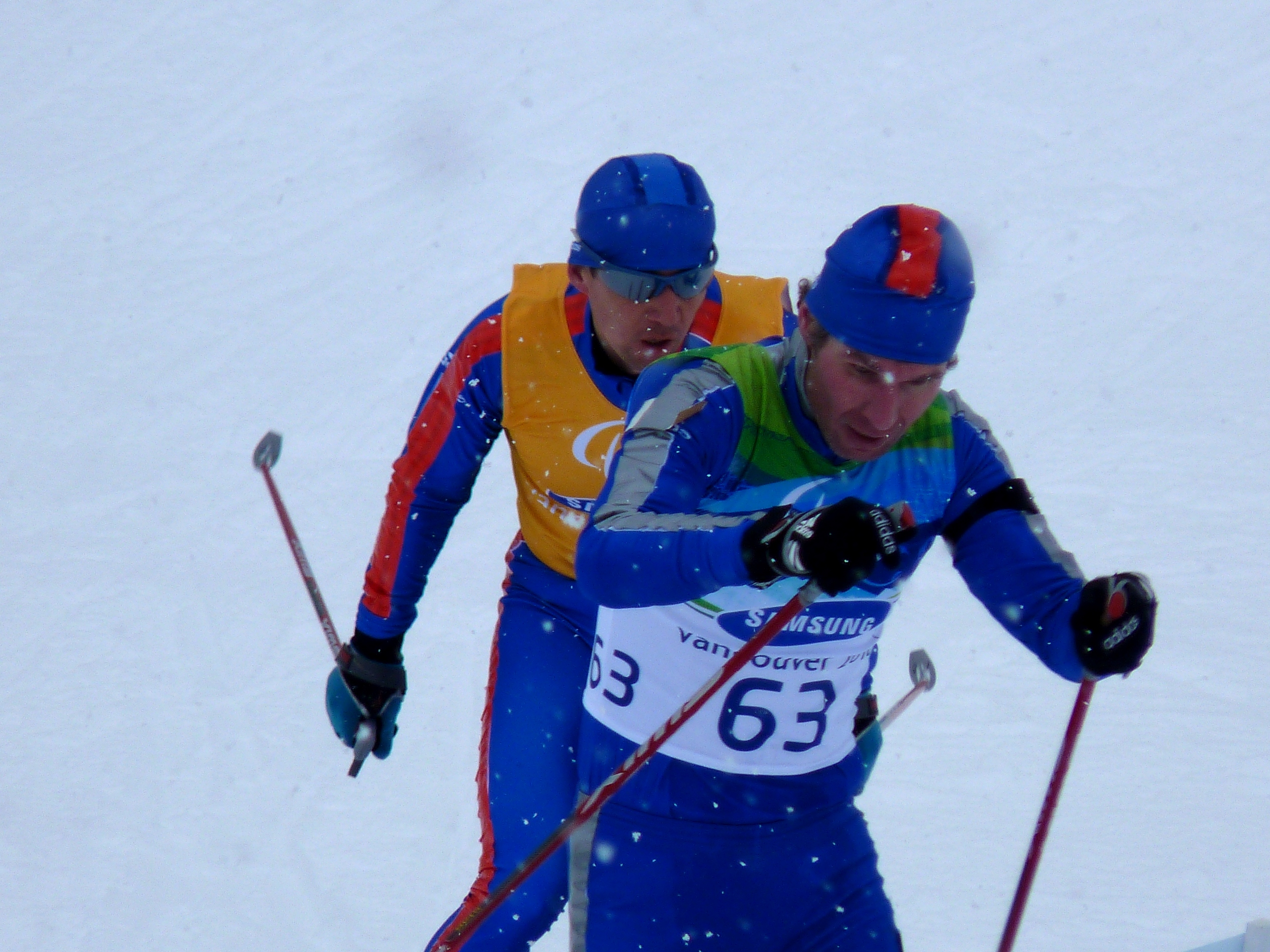
Il biathleta russo Irek Mannanov precede la sua guida nel corso della gara dei 3 km ipo e non vedenti disputata ai Giochi paralimpici di Vancouver 2010

Il biathlon paralimpico è uno sport invernale che combina sci di fondo e sessioni di tiro a segno con carabina ad aria compressa, che può essere praticato anche da persone con disabilità fisiche o visive. Nel caso di disabilità agli arti inferiori, al posto degli sci si utilizza uno slittino montato su sci da fondo.  Le persone affette da cecità o ipovisione sono accompagnate da una guida lungo la pista di fondo, mentre al poligono utilizzano un fucile elettronico dotato di un dispositivo di puntamento acustico.

## Storia
L'attività agonistica internazionale è organizzata dall'International Paralympic Nordic Skiing Committee (IPNSC), che fa capo all'International Paralympic Committee (IPC), il Comitato Paralimpico Internazionale, istituito nel 1989.
Il biathlon è stato inserito nel programma dei Giochi paralimpici invernali a partire dai VI Giochi paralimpici invernali di Lillehammer 1994.
In Italia l'attività agonistica è organizzata dal Dipartimento Sport Invernali del Comitato Italiano Paralimpico (CIP). Il primo campionato italiano sperimentale di biathlon paralimpico si è disputato il 14 gennaio 2006 ad Arpy in Valle d'Aosta.

## Descrizione
L'attività agonistica internazionale è organizzata dall'International Paralympic Nordic Skiing Committee (IPNSC), il comitato paralimpico internazionale per lo sci nordico, che si occupa anche dello sci di fondo paralimpico. Per le principali competizioni vale il regolamento della International Biathlon Union (IBU) integrato da apposite disposizioni dettate dall'IPNSC; la differenza più evidente riguarda il trasporto dell'arma, che viene lasciata al poligono, anziché essere portata sulla schiena durante la parte di sci. I biatleti sono divisi in categorie in base al tipo e al grado di disabilità.

### Classificazione
La classificazione utilizzata dall'International Paralympic Committee (IPC), il Comitato Paralimpico Internazionale, distingue gli sportivi dello sci nordico in tre gruppi principali in base al tipo di disabilità, con un'ulteriore suddivisione per grado di disabilità:
- disabili visivi (visually impaired)
  - B1 ciechi totali
  - B2 ipovedenti gravi
  - B3 ipovedenti lievi
- in piedi (standing)
  - LW2 amputazione sopra al ginocchio o disabilità equivalente
  - LW3 disabilità ad entrambi gli arti inferiori
  - LW4 amputazione sotto al ginocchio o disabilità equivalente
  - LW5/7 sciatori senza bastoncini
  - LW6 amputazione sopra al gomito o disabilità equivalente
  - LW8 amputazione sotto al gomito o disabilità equivalente
  - LW9 altre disabilità agli arti
- seduti (sitting)
  - LW10 disabilità agli arti inferiori senza equilibrio funzionale da seduti
  - LW10,5 disabilità agli arti inferiori con minimo equilibrio funzionale da seduti
  - LW11 disabilità agli arti inferiori con discreto equilibrio funzionale da seduti
  - LW11,5 disabilità agli arti inferiori con più che discreto equilibrio funzionale da seduti
  - LW12 disabilità agli arti inferiori con buon equilibrio funzionale da seduti

I disabili visivi utilizzano la normale attrezzatura da sci di fondo e gareggiano accompagnati da una guida sulla pista. Al poligono usano un fucile ad aria compressa dotato di un sistema elettro-acustico che emette toni sempre più alti a mano a mano che il mirino si avvicina al centro del bersaglio. Il biatleta può così regolare il puntamento in base ai suoni che sente. Il diametro dei bersagli è più ampio (30 mm) rispetto a quelli usati per le altre categorie (20 mm).
Nel gruppo "in piedi" sono compresi gli sciatori con disabilità fisiche che sono comunque in grado di utilizzare due sci, anche con l'uso di protesi. Le persone con disabilità agli arti superiori sciano senza bastoncini, o con un bastoncino solo; al poligono, dopo aver posizionato il fucile con il braccio superstite o con i movimenti delle spalle, danno l'ordine di sparare ad un allenatore, che preme il grilletto.
Nel gruppo "seduti" sono compresi gli sciatori che non sono in grado di reggersi su due sci. Per sciare usano uno slittino chiamato anche sit-ski, costituito da un sedile montato su due sci da fondo.
A livello agonistico, il grado di disabilità è determinato da appositi classificatori sportivi autorizzati. Gli sciatori con disabilità visive e "in piedi" gareggiano in tecnica libera. Gli atleti "seduti", che gareggiano sullo sit-ski, utilizzano una tecnica assimilabile a quella classica.